# 南雄太
南雄太（日语：／ Minami Yuta，1979年9月30日—），日本足球運動員，司職守門員，現已退役，目前担任高等学校（高中）足球队守门员教练及足球解说员。

## 俱樂部生涯
小学时期的南雄太是小学的首发前锋。在初中时，南雄太经球探的推荐入选了东京读卖（今东京绿茵）的少年队，并因身高优势和反应迅速等优点，被改造成了门将。
1994年，南雄太转学到日本的足球强县静冈县，进入静冈学园学习。在转会到静冈学园后一年不到，南雄太就成为了静冈学园队的主力门将，并随队参加了1995年日本高校全国大赛。
1996年1月8日，南雄太与静冈学园在决赛中与鹿儿岛实学园在120分钟内战成2-2平，当时日本高校的赛制没有点球决胜制，两队并列冠军，南雄太入选了该届赛事的最佳阵容。
在从静冈学园毕业后，南雄太加盟了柏雷素尔。加盟柏雷素尔的第一个赛季，只有19岁的南雄太就与当时柏雷素尔的主力门将土肥洋一竞争，并在一个赛季之后成功地把土肥洋一坐上替补席上，土肥洋一之后在2000年离开球队。柏雷素尔在之后的1999年赛季和2000年赛季两夺联赛季军，南雄太还在1999年的日职联赛杯决赛中扑出了铃木隆行和小笠原满男的点球，帮助柏雷素尔首夺联赛杯冠军。
在最初在日职联赛效力的几个赛季中从没有因为出击犯规和拿过黄牌。2001年，南雄太因此被授予日职联赛个人公平竞赛奖。
2004年5月22日，日职联赛第一阶段第11轮，柏雷素尔客场挑战广岛三箭。当比赛进行到第17分钟的时候，广岛三箭进攻结束，准备后退防守。南雄太准备手抛球，在调整几次之后，他竟然把球直接抛进了球门里。
2006年赛季的日职联赛，柏雷素尔排名倒数第三，在球队核心明神智和等核心球员离队的情况下，南雄太表示不会离开柏雷素尔，并在之后的赛季以队长的身份带领柏雷素尔升级。但柏雷素尔的后防线和防守并没有提升，在之后的两个赛季，柏雷素尔仍在积分榜末尾。2009年赛季结束后，柏太阳神再一次降到日乙，而在半年前，由于菅野孝宪的到来，南雄太失去了主力位置，为了自己的发展考虑，南雄太没有与柏雷素尔续约。
最后只能转会到日乙球会熊本深红。在熊本深红的第一个赛季，南雄太一度帮助熊本深红上升到升级附加赛区域。
南雄太在熊本深红效力了3个赛季，在2013年转会横滨FC。最终凭借着经验和个人能力，南雄太成为了横滨FC的主力门将。2019年赛季的日乙联赛，身为队长的南雄太发挥出色，横滨FC在42场比赛只丢了40球，最终成功升级，南雄太再一次回到了日职联赛。
2022年，南雄太加盟大宫松鼠。2023年10月19日，南雄太宣布将于2023赛季结束后退役。为南雄太本人举办的告别赛于2024年12月21日举行，比赛中南雄太模仿了当年使自己“一战成名”的失误，故意将球抛进了自家大门。

## 國家隊生涯
1997年夏天，南雄太被选入日本U20足球代表队，参加在马来西亚举办的第12届世青赛。南雄太是当时那支球队里唯一一个没有与任何职业球队签约的球员，此时他仍是静冈学园的一员。在该届世青赛上，日本与西班牙、巴拉圭和哥斯达黎加分在了一个小组中。南雄太原本不是首发门将，但首发门将小针清允在与西班牙的比赛中出现失误，直接把首发位置让给了南雄太。结果南雄太在第二场比赛对哥斯达黎加的比赛中发挥出色，多次作出关键扑救，帮助日本队6比2大胜对手，并成为了主力。本届世青赛，日本队最终止步八强。 
1999年的第十三届世青赛，南雄太再次入选日本U20。在特鲁西埃的执教下，日本从有美国、英格兰、喀麦隆的小组中出線。南雄太在与葡萄牙的八分之一决赛。整场比赛，日本队被葡萄牙压制，西芒领衔的葡萄牙对日本队球门展开了强烈的攻势。但南雄太在比赛中连续扑出西芒和路易斯-费利佩的远射和单刀，把比赛拖进了点球大战，并在点球大战中扑出了葡萄牙队的一个点球，帮助球队晋级决赛。此后日本队进入决赛。虽然在决赛中0比4负于西班牙，但日本队已经取得了历史性的突破。 

## 外部連結
- （日語）J.League Data Site（页面存档备份，存于）
- 南雄太オフィシャルブログ（页面存档备份，存于）
- 南雄太的X（前Twitter）
- 南雄太 – FIFA國際賽競賽紀錄 (存檔)（英文）
- 日本職業足球聯賽中的南雄太 （日語）